# Colom guatlla muntanyenc
El colom guatlla muntanyenc (Geotrygon montana) és una espècie d'ocell de la família dels colúmbids (Columbidae) que habita la selva humida i boscos de les Grans Antilles, ambdós vessants de Mèxic, Amèrica Central i del Sud, per l'oest dels Andes fins al sud de l'Equador i per l'est dels Andes fins al nord d'Uruguai i de l'Argentina.